# Polyána

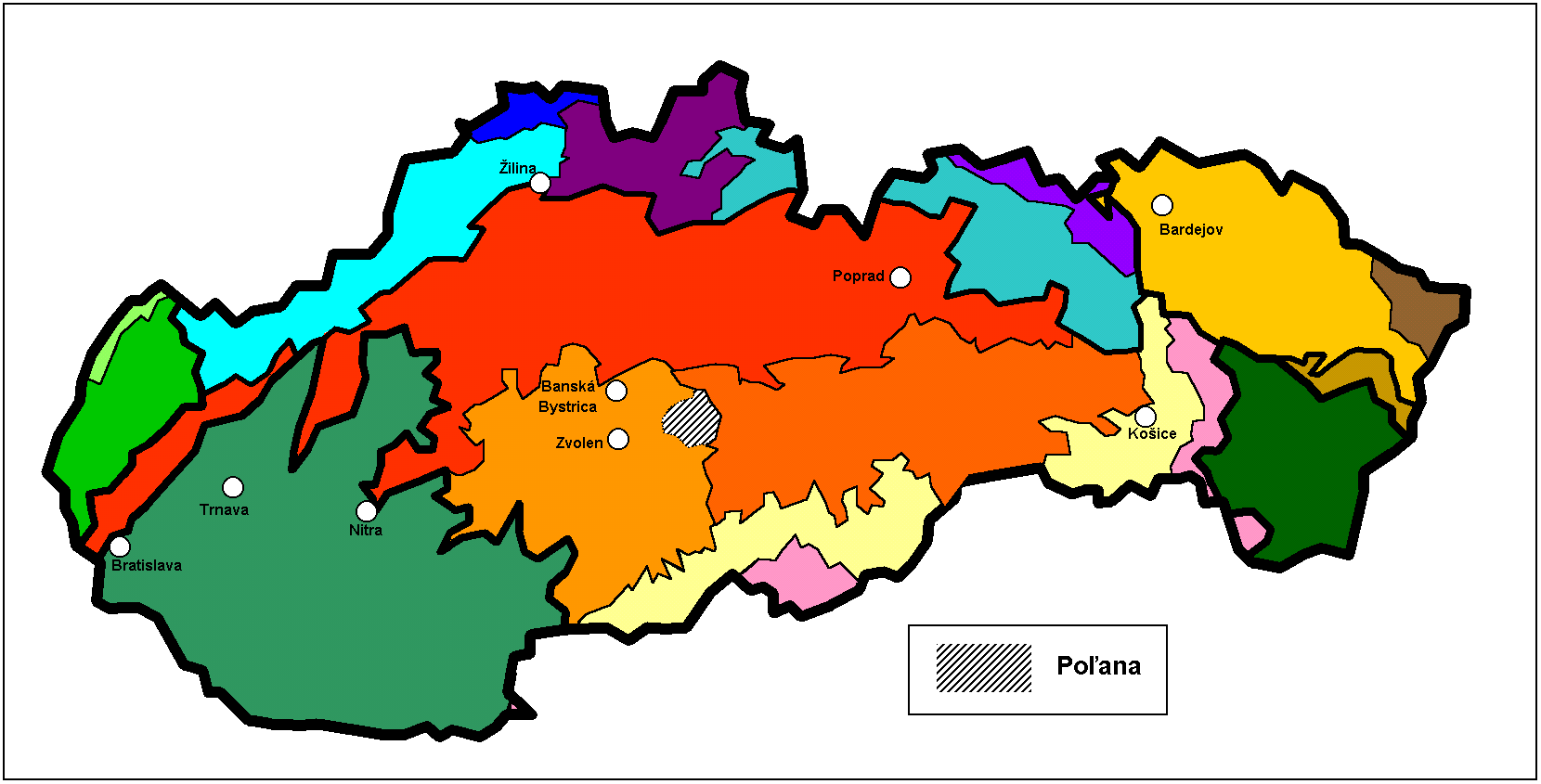
Palyána (szlovákul Poľana) hegység elhelyezkedése Szlovákia geomorfológiai térképén

A Polyána (szlovákul: Poľana) középmagas hegység Szlovákiában. 

## Hegycsúcsai
Legmagasabb pontja a Polyána (1457,8 m). További csúcsai: 
- Predná Poľana (1367 m.)
- Kopce (1334 m.)
- Bukovina (1294 m.)

## Fordítás
- Ez a szócikk részben vagy egészben  a   Poľana (pohorie) című szlovák Wikipédia-szócikk ezen változatának fordításán alapul.  Az eredeti cikk szerkesztőit annak laptörténete sorolja fel. Ez a jelzés csupán a megfogalmazás eredetét és a szerzői jogokat jelzi, nem szolgál a cikkben szereplő információk forrásmegjelöléseként.